# Alexandre de Gouveia
Alexandre de Gouveia (Évora, 6 novembre 1751 – Pechino, 6 luglio 1808) è stato un missionario e vescovo cattolico portoghese.

## Biografia
Nato a Évora nel 1751, abbracciò la vita religiosa nella congregazione portoghese del Terzo ordine regolare di San Francesco e fu ordinato prete nel 1775.
Studiò matematica all'Università di Coimbra e fu lettore di filosofia nel collegio della sua congregazione di quella città.
Eletto vescovo di Pechino nel 1782, partì per l'Oriente nel 1783: soggiornò a Macao, dove riaprì il seminario di San José, e nel gennaio 1785 raggiunse la sua sede.
A Pechino cercò di comporre i dissidi tra i missionari europei che vi svolgevano il loro apostolato e dovette affrontare il problema delle periodiche persecuzioni delle autorità cinesi contro i cristiani locali.
Morì nel 1808 presso Pechino e fu sepolto nel cimitero di Zhalan.

## Genealogia episcopale e successione apostolica
La genealogia episcopale è:
- Cardinale Guillaume d'Estouteville, O.S.B. Clun.
- Papa Sisto IV
- Papa Giulio II
- Cardinale Raffaele Riario
- Papa Leone X
- Papa Clemente VII
- Cardinale Antonio Sanseverino, O.S.Io. Hier.
- Cardinale Giovanni Michele Saraceni
- Papa Pio V
- Cardinale Innico d'Avalos d'Aragona, O.S. Iacobi
- Cardinale Scipione Gonzaga
- Patriarca Fabio Biondi
- Papa Urbano VIII
- Cardinale Cosimo de Torres
- Cardinale Francesco Maria Brancaccio
- Vescovo Miguel Juan Balaguer Camarasa, O.S.Io. Hier.
- Papa Alessandro VII
- Cardinale Neri Corsini
- Vescovo Francesco Ravizza
- Cardinale Veríssimo de Lencastre
- Arcivescovo João de Sousa
- Vescovo Álvaro de Abranches e Noronha
- Cardinale Nuno da Cunha e Ataíde
- Cardinale Tomás de Almeida
- Cardinale João Cosme da Cunha, O.R.C.
- Arcivescovo Francisco da Assunção e Brito, O.E.S.A.
- Vescovo Alexandre de Gouvea, T.O.R.

La successione apostolica è:
- Vescovo Mariano Zaralli, O.F.M. Obs. (1789)
- Vescovo Caetano Pires Pereira, C.M. (1806)